# クンドゥーズ包囲戦
クンドゥーズ包囲戦（クンドゥーズほういせん）とは、アフガニスタン紛争中にアフガニスタン北東部のクンドゥーズ市を巡って、クンドゥーズ州やタハール州でアメリカ軍や北部同盟とターリバーンの間で行われた戦闘である。

## 経緯
2001年11月9日のマザーリシャリーフ奪還の後、北部同盟の進撃の目標はクンドゥーズ市に移った。そこにはアフガニスタン北部の最後のターリバーンの根拠地があった。モハンマド・ダウド・ダウド揮下の北部同盟の軍勢はアメリカの特殊部隊のアドバイザーと共に、タハール州の州都タールカーン市に向かって進撃し、11月11日に市の外側に到着した。ダウド軍はアメリカ軍の空爆の前に市に突入し、素早くターリバーンを捕捉して市の支配権を奪取した。
タールカーンのターリバーンを捕捉した後、ダウド軍はクンドゥーズ市を包囲するために進撃した。しかし激しい抵抗にあったので、ダウドは市の周辺に軍を展開し、アメリカ軍の航空支援を使ってターリバーンを弱体化させた。アメリカ軍の航空機は11日間ターリバーンを爆撃し、44個の複合陣地や12両の戦車と51台のトラック、大量の補給物資を破壊した。
包囲から3日後に数千人のターリバーンとアルカーイダの外国人兵士がパキスタンの軍統合情報局の工作員や軍人と共に、パキスタン陸軍の飛行機で脱出したと言う（クンドゥーズ空輸（en））。
11月22日にダウド軍がクンドゥーズ市の隣にあるハナバード市を占領したので、形勢不利と見たクンドゥーズ市のターリバーンは23日に降伏した。報道によるとターリバーンの降伏後、北部同盟の兵士によって略奪が行われ、ターリバーン捕虜の死刑が執行されたと言う。
複数の人権団体の調査によると、数百人から数千人の捕虜が市内やジョウズジャーン州の州都シェベルガーン移送後に虐殺されたと言う 。この虐殺はダシュテ・ライリ虐殺として知られており、コラムニストのテッド・ロール（en）による告発やアメリカ軍の関与を指摘したジェイミィ・ドーラン（en）の2002年のドキュメンタリー映画「アフガン大虐殺 - 死の護送」が有名である。2009年7月のニューヨーク・タイムズの記事によると、アメリカ合衆国大統領バラク・オバマはブッシュ政権が虐殺の調査の申し立てをどのように処理したのか調査するように指示したと言う。